# Richard Hoin
Pour les articles homonymes, voir Hoin.
Richard Hoin (né le 23 juillet 1879 à Odersbach, mort le 14 octobre 1944 dans la même ville) est un homme politique allemand.

## Biographie
Hoin est membre de l'union des charpentiers d'Essen en 1897. De 1899 à 1901, il est soldat parmi les pionniers de Metz. En 1901, il est condamné à trois jours de prison pour crime de lèse-majesté. Dans les années suivantes, il a participé à la construction du SPD dans son comté natal.
Pendant la Première Guerre mondiale, il est soldat sur le front oriental. D'octobre à décembre 1918, il est président du conseil ouvrier de l'arrondissement de la Haute-Lahn. À ce titre, il appelle lors d'une assemblée publique nombreuse le 17 novembre 1918 à Weilbourg à une république socialiste et aux États-Unis d'Europe. En janvier 1919, il travaille comme secrétaire du SPD à temps plein dans le même bureau que le syndicat des chemins de fer de Limbourg, il est aussi responsable de la corporation dans le district de Wiesbaden.
Sous la République de Weimar, il est député de l'arrondissement d'Oberlahn. Après la prise du pouvoir par les nazis, il est arrêté le 10 mai 1933 pour la première fois et sans emploi après l'interdiction du SPD en juin 1933 pendant une longue période. Hoin est un temps représentant en vins. Il est placé sous surveillance policière constante et sa voiture en fourrière.
À la suite du complot du 20 juillet 1944, il est arrêté le 26 juillet 1944 sur une dénonciation et emprisonné à la maison de Preungesheim. Avant le transport prévu à Dachau, il a été libéré avec des blessures graves dont il meurt le 14 octobre 1944.